# Río Tekes
El río Tekes  (en chino, 特克斯河; pinyin, Tèkèsī Hé) es un río del Asia central afluente del río Ili que discurre por el sureste de Kazajistán y el noroeste de China. Pertenece a la cuenca endorreica del lago Balkhash y drena una cuenca de 29.600 km², con un caudal medio de 270 m³/s. El río tiene una longitud de 438 km, de los que 218 km corresponden a territorio kazajo.
El Tekes nace en la vertiente septentrional de las montañas Tekes, en la parte central de las montañas Tian Shan, en el triángulo fronterizo de Kirguistán y Kazajistán-China, algo al este del gran lago Issyk-Kul. Discurre en este curso alto por el sureste de Kazajistán, primero en dirección noroeste por un estrecho valle de montaña, para, después, virar hacia el este cuando el valle se ensancha. Pasa por la pequeña ciudad que le da nombre, Tekes y al poco cruza la frontera y se adentra en China, en la región autónoma uigur de Xinjiang. Sigue el valle hacia el este, volviéndose progresivamente cada vez más al noreste, para finalmente girar al norte y atravesar el cordal que le separa del valle del río Ili por un angosto paso. No lejos se une al río Kunges para dar lugar al nacimiento del largo río Ili.
El río se congela desde diciembre hasta marzo. El agua del Tekes es utilizada para el riego. Cerca de su desembocadura hay áreas pantanosas y de marismas, siendo el curso del río muy anamostasado.